# Брок, Дэйв
Дэвид (Дэйв) Энтони Брок (англ. David Anthony "Dave" Brock; 20 августа 1941) — британский певец, гитарист, автор песен, более всего известный как основатель и бессменный лидер рок-группы Hawkwind.

## Биография
Дэвид Энтони Брок (англ. David Anthony Brock) родился 20 августа 1941 года в Айлуорте, графство Миддлсекс в семье военного, служившего водителем бензовоза в британской 7-й дивизии, которая прославилась своими активными действиями на севере Африки в годы Второй мировой войны. Детство Брока прошло в Фелтэме, Миддлсекс, где он учился в средней школе Лонгфилд (англ. Longfield Secondary Modern School).
В двенадцатилетнем возрасте благодаря дяде Моррису (брату отца) Брок научился играть на банджо; в то время он слушал, в основном, традиционный джаз. Учитель живописи в школе поощрял мальчика в его музыкальной деятельности: именно он познакомил пятнадцатилетнего школьника с классикой блюза и даже уговорил родителей купить сыну его первую акустическую гитару. В числе своих первых влияний Брок называл Фэтса Домино и Хэмфри Литтлтона.
По окончании школы в 1959 году Брок некоторое время подрабатывал разнорабочим (был сборщиком картофеля, установщиком кабестанов, расклейщиком объявлений). По вечерам он проводил время в фешенебельных лондонских клубах, таких, как Crawdaddy и Eel Pie Island. Там он (по собственным воспоминаниям) выкурил свой первый «косяк» и впервые вышел на сцену с гитарой.
В 1959—1960 годах Брок с банджо провел пять месяцев в группе The Gravnier Street Stompers, игравшей новоорлеанский джаз. Временами он играл джаз и в Ken Collyer’s Jazz Band, одном из ведущих оркестров того времени. Эти джазовые уроки (как отмечал позже биограф Б. Таун) стали для Брока основой тех импровизаций во фри-джазе, которыми много лет спустя он занялся в Hawkwind. Затем Брок переключился на гитару, по-прежнему играя в основном новоорлеанский джаз и блюз — в частности, в составе Ken Collier’s Jazz Band..
Уже тогда Брок интересовался экспериментами с гитарным звуком. Джефф Уотсон, его постоянный компаньон в те дни вспоминал:

У Дэйва была гитара Michigan… испанского стиля со стальным резонатором в подбрюшье. Была и двенадцатиструнка, в которой он во второй паре струн добавлял первую струну банджо. Он научил меня очень удобному способу, клохаммер-пикингу — с использованием большого пальца и указательного пальца…Оригинальный текст (англ.)Dave had a Michigan guitar.... that is a Spanish style with a steel resonator in its belly. He also had a twelve-string on which he used to use a top banjo string on the second pair of strings. He taught me a very good way of clawhammer picking, using thumb and first finger instead of thumb and first three fingers.
Всё чаще Брок стал проводить уличные концерты — с друзьями-музыкантами, в числе которых появились Эрик Клэптон, Кейт Релф, Джефф Уотсон, Мик Слэттери. При этом его можно было встретить на любых политических мероприятиях, в частности, в рядах пасхального Aldermaston March, главной демонстрации движения за ядерное разоружение (CND), которое он поддерживает до сих пор.

### Начало музыкальной карьеры
В 1964 году вместе с пианистом Майком Кингом (англ. Mike King) и Люком Фрэнсисом (англ. Luke Francis, гармоника) Брок организовал трио Dharma Blues Band, с которым записал версии «Dealing with the Devil» (Сонни Боя Уильямсона) и «Roll 'Em Pete» Пита Джонсона, включённые в сборник Blues Anytime I: An Anthology of British Blues Vol. 2, выпущенный Immediate Records в 1966 году.В числе приезжих американских блюзменов, которым аккомпанировал в те дни Брок, были Мемфис Слим и Чемпион Джек Дюпри. Группа продолжала своё существование и после ухода Брока, записав альбом в 1967 году. Брок регулярно играл и с Эриком Клэптоном, постоянное сотрудничество с которым привело впоследствии к тому, что на плакате Famous Cure ошибочно указывалось, что Брок — бывший участник Yardbirds. The Dharma Blues Band не выпустили пластинок; в 1967 году Майк Кинг, Джон Хиллари и Гари Комптон выпустили Dharma Blues (Major Minor SMCP 5017) — альбом, к группе имевший лишь косвенное отношение.
Бросив основную работу (в анимационной компании), Брок отправился в путешествие по Европе, подрабатывая уличными концертами, иногда — в сопровождении Пита Джадда, который подыгрывал ему на губной гармонике.
В 1966 году они сформировали постоянный дуэт, который регулярно играл в джаз-, фолк- и блюз-клубах, а также дважды выступил на радио — в John Peel Show и в концертной программе Клоды Роджерс.
В 1967 году к ним присоединился Джон Иллингуорт (англ. John Illingworth): трио отправилось в Голландию уже под названием The Famous Cure. Группа провела здесь серию гастролей, записала трек «Dealing With The Devil» и получила известность: несколько статей о ней появилось в местной прессе. Весной 1967 года трио вернулось в Англию. Ушедшего Пита Джадда заменил Мик Слэттери: с ним 16 сентября группа подписала контракт с новым менеджментом и вернулась в Голландию. Этот второй состав Famous Cure записал сингл «Sweet Mary», который достиг #5 в голландских чартах. Несколько концертных треков вошли в альбом Harlem Blues Festival. Как отмечает автор биографии Hawkwind Брайан Таун, не исключено что и другие голландские блюзовые сборники того времени содержали материал Famous Cure.
В 1967 году группа присоединилась к сводному гастролирующему составу исполнителей Rock and Roll Circus, Tent '67, где c её участниками познакомился Ник Тёрнер, третий будущий участник Hawkwind. Все вместе они вернулись в Лондон; к этому моменту здесь уже расцвела «психоделическая» сцена. Участники группы стали принимать ЛСД, и под влиянием препарата их музыка стала меняться.
В 1968 году, после успеха сингла «Rosie» Дона Партриджа, в записи которого он принимал участие, Брок присоединился к группе баскеров, выступивших в Ройал Алберт-холле. Этот коллектив провёл турне по Великобритании в дабл-деккере и записал трек «Bring It on Home» для альбома The Buskers, выпущенного Columbia Records (SX6356).

### Hawkwind
В 1969 году к Слэттери и Броку присоединились — сначала бас-гитарист Джон Харрисон, затем (найденный по объявлению) барабанщик Терри Оллис, наконец саксофонист Ник Тёрнер и электронщик Дик Мик (двое последних первоначально работали в гастрольном штате группы).
С самого начала целью Брока было соединение несложного хард-рока с экспериментальной электронной музыкой. В числе основных влияний того времени он называл The Moody Blues, Steve Miller Band, а также краут-рок: Kraftwerk, Neu! и Can.
Брок оставался лидером и основным автором Hawkwind на протяжении всей карьеры группы. При этом он почти не писал текстов; основными авторами были Роберт Калверт и Майкл Муркок. На сцене Брок оставался в тени, предлагая коллегам выходить вперед; часто функцию эту выполняли танцовщицы и актеры-мимы.
В последние годы Hawkwind функционирует как «домашнее предприятие» и базируется в Девоне, в доме, где живёт Брок с женой Крис Тейт. Состав репетирует и записывается в одном из амбаров, который называется Earth Studios.

### Инструменты
Дэйв Брок использовал различные модели гитар, но постоянно — только одну, Westone (Westone Spectum LX, разрисованную Аланом Артурсом на тему обложки Space Ritual, Westone Paduak-1 с рисунком Гая Томаса и др.)

## Дискография

### Сольные релизы
- 1982 — Zones/Processed one sided 7" (Hawkfan Records)
- 1983 — Social Alliance/Raping Robots in the Street 7" (Flicknife Records)
- 1984 — Earthed to the Ground (Flicknife Records)
- 1987 — The Agents of Chaos (Flicknife Records)
- 1995 — Strange Trips & Pipe Dreams (Emergency Broadcast System Records)
- 2001 — Memos and Demos (Voiceprint Records)
- 2002 — Spacebrock (Voiceprint Records)
- 2003 — Earthed to the Ground and The Agents of Chaos (Voiceprint Records)
- 2007 — Centigrade 232 — Robert Calvert and Dave Brock (Voiceprint Records)
- 2012 — Looking For Love In The Lost Land Of Dreams (Esoteric Recordings)
- 2015 — Brockworld (Hawkward Records)